# چیورنی کلیوچ (شهرستان ایگلینسکی، باشقیرستان)
چیورنی کلیوچ (انگلیسی: Chyorny Klyuch, Iglinsky District, Republic of Bashkortostan) یک شهرک در شهرستان ایگلینسکی استان باشقیرستان کشور روسیه است.